# 杜拉歐羅普斯
杜拉歐羅普斯（Dura-Euopos）以“东方庞贝”著称，是位于中东叙利亚幼发拉底河畔，在美索不达米亚和叙利亚之间，建于公元前三百年的帕提拉商队中心。杜拉歐羅普斯也與基督教的教堂傳統有很直接的关联，至今有稽可考的最早的一座圣堂建于公元二百五十年左右的杜拉欧罗普斯城。 在杜拉欧罗普斯发掘的犹太教堂中壁画堪与大马士革国立博物馆的大厅媲美，包括已知有关摩西的最早的一组图画（公元245~256年）。12世纪后才出现雄伟的摩西单人塑像。

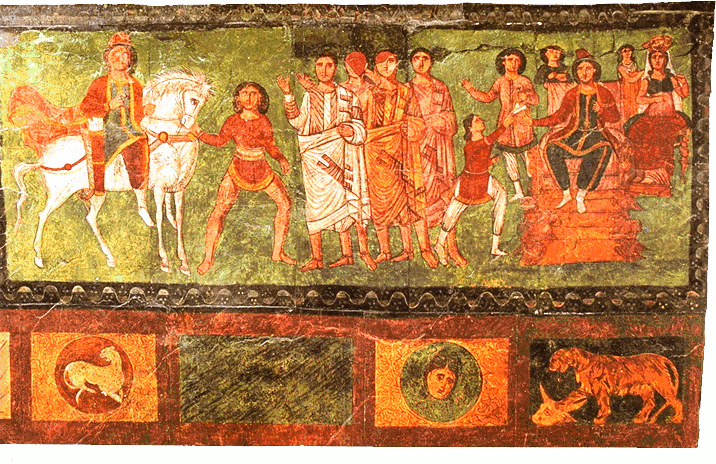
以斯帖記中的情景，来自杜拉欧罗普斯的犹太教堂遗址壁画, 公元前244年

在安息帝国时代，塞琉古帝国弃守美索不达米亚，安息帝国命令驻守在巴比伦尼亚的希墨罗斯进攻由许斯鲍希尼斯（Hyspaosines）统治查拉塞尼王国，希墨罗斯战败，巴比伦尼亚在前127年反遭许斯鲍希尼斯入侵，塞琉西亚被攻陷。前122年，米特里达梯二世迫使许斯鲍希尼斯撤退巴比伦尼亚，查拉塞尼王国成为安息帝国的附庸国。前113年，米特里达梯二世进一步向西扩张，攻占杜拉欧罗普斯，并卷入了与亚美尼亚王国的战争。
叙利亚内战期间，当地大部于2011年和2014年被伊斯兰国劫掠并摧毁。

## 世界之首
1930年代，考古学家在杜拉欧罗普斯城的一个地道里发现很多罗马士兵的尸体。英国莱斯特大学西蒙·詹姆斯博士 认为这是人类历史上第一次使用化学武器。这些士兵是在公元大约256年驻守在杜拉欧罗普斯城，即位于现在的中东叙利亚幼发拉底河畔，保卫罗马帝国的一个大部队的部分成员。当时萨珊波斯帝国对他们发起的猛烈围攻。考古学家在20世纪20年代和30年代对这里进行挖掘后得到了新的历史解释，西蒙·詹姆斯波斯敌军将一种混合气体输入地道，杀死了罗马士兵，这应该称得上是已知世界上最早的化学战。他们是一座城市要塞的驻军，用挖地道来反击围城的波斯人。与此针锋相对，波斯人为了攻破这座城市的城墙，也采用挖掘地道的方法。现场留下的迹象表明，这些人挖地道的时候，波斯伏兵静静地等待着时机，当罗马人刚刚挖通两方地道的时候，波斯人立刻把硫磺晶体和沥青制成的混合毒气输入到他们的地道里，在数分钟内将地道里的所有罗马士兵都杀死。
有人将织布机归属于中国古代发明，某些学者則推测其为古叙利亚的发明，此乃因在杜拉欧罗普斯城遗址所发现的织布机纤维被认为是256年之前之作。